# Nanostray 2
Nanostray 2 est un jeu vidéo développé par Shin'en Multimedia et édité par Majesco Entertainment. Il s’agit d’un shoot them up, sorti en 2008 sur Nintendo DS. Il est la suite de Nanostray.

## Accueil
- Jeuxvideo.com : 14/20[3]